# Vorderriß

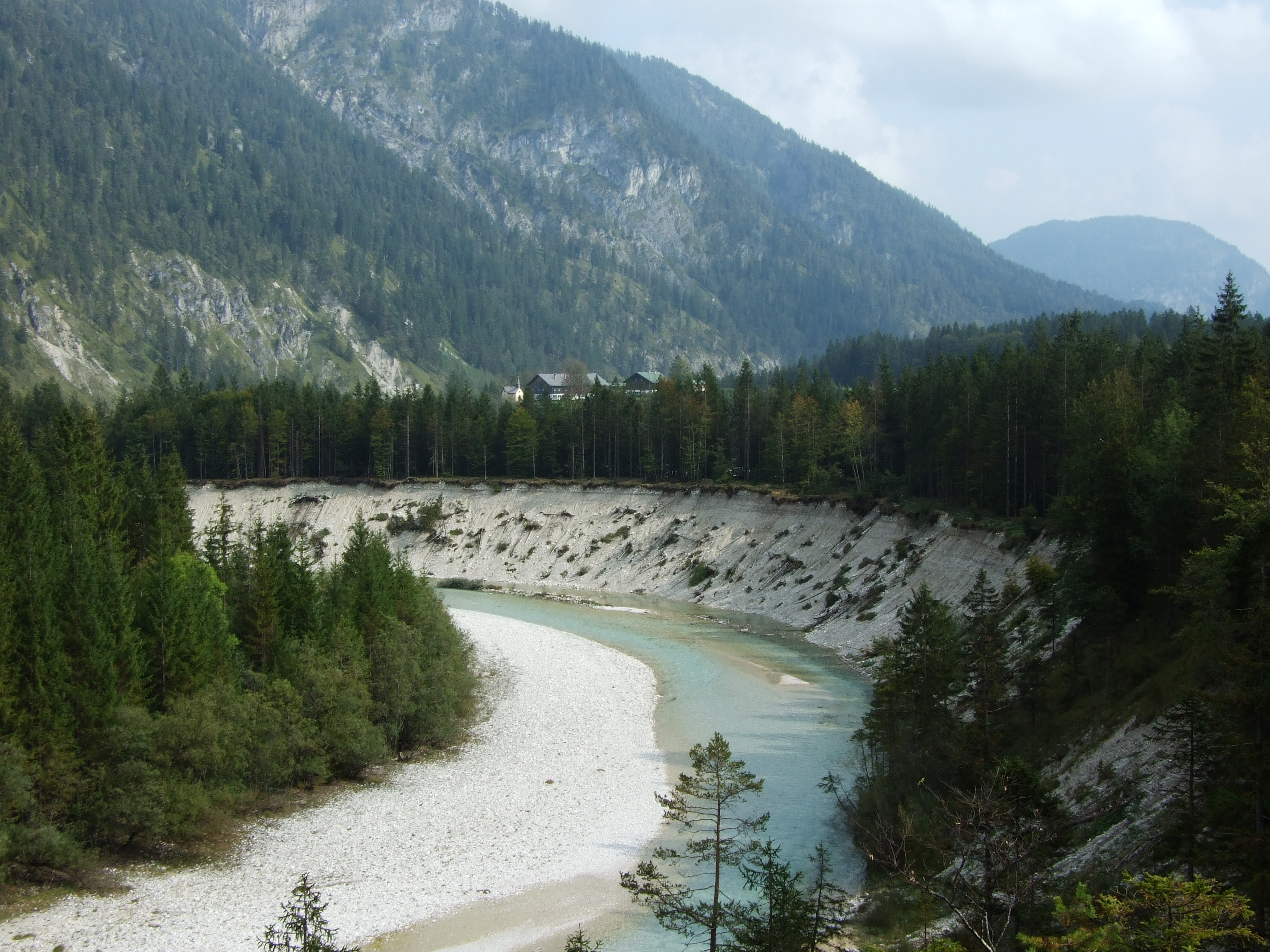
Vorderriß mit Isar im Vordergrund von Westen her gesehen.

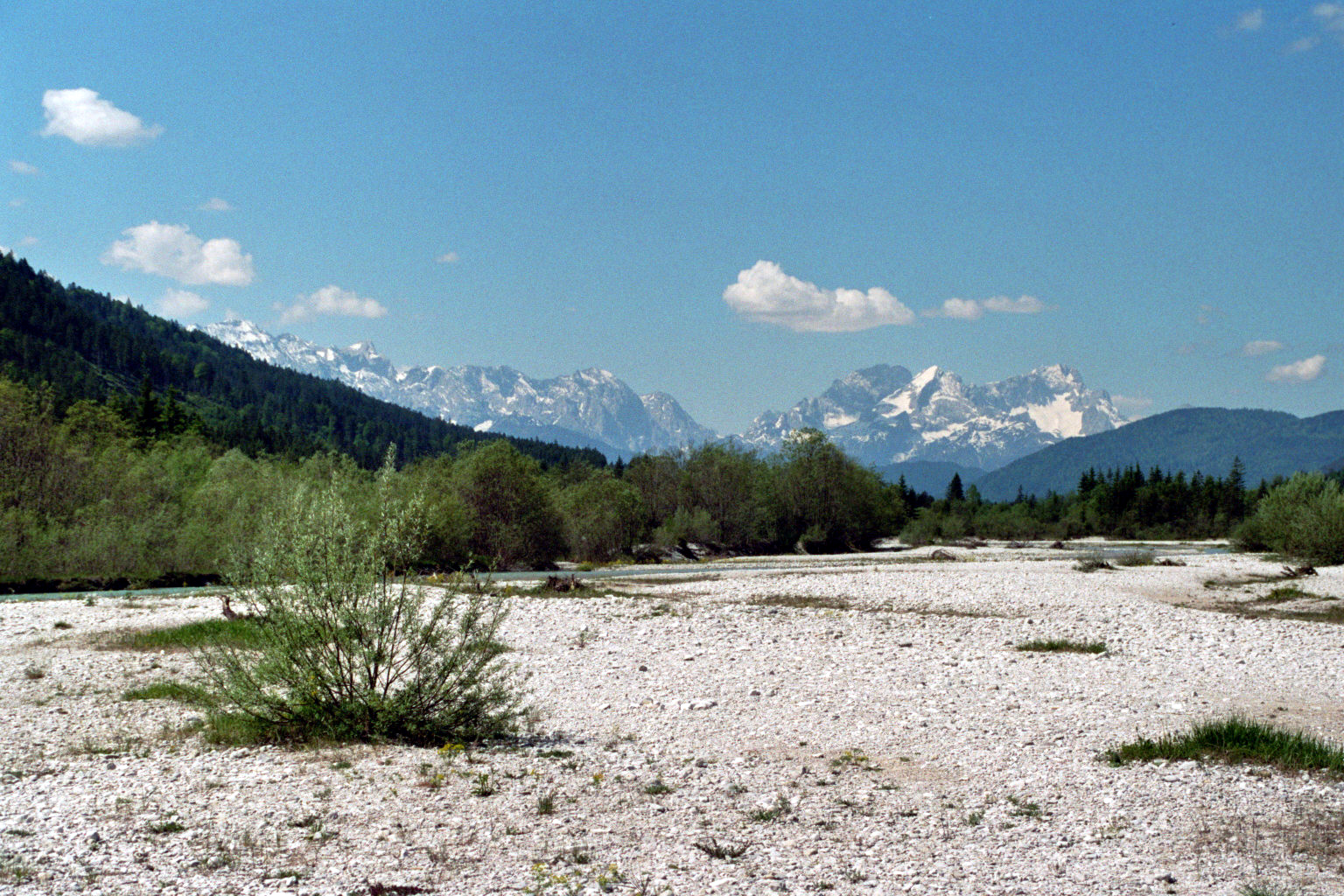
Isartal oberhalb von Vorderriß mit Blick auf die Zugspitze (ganz rechts)

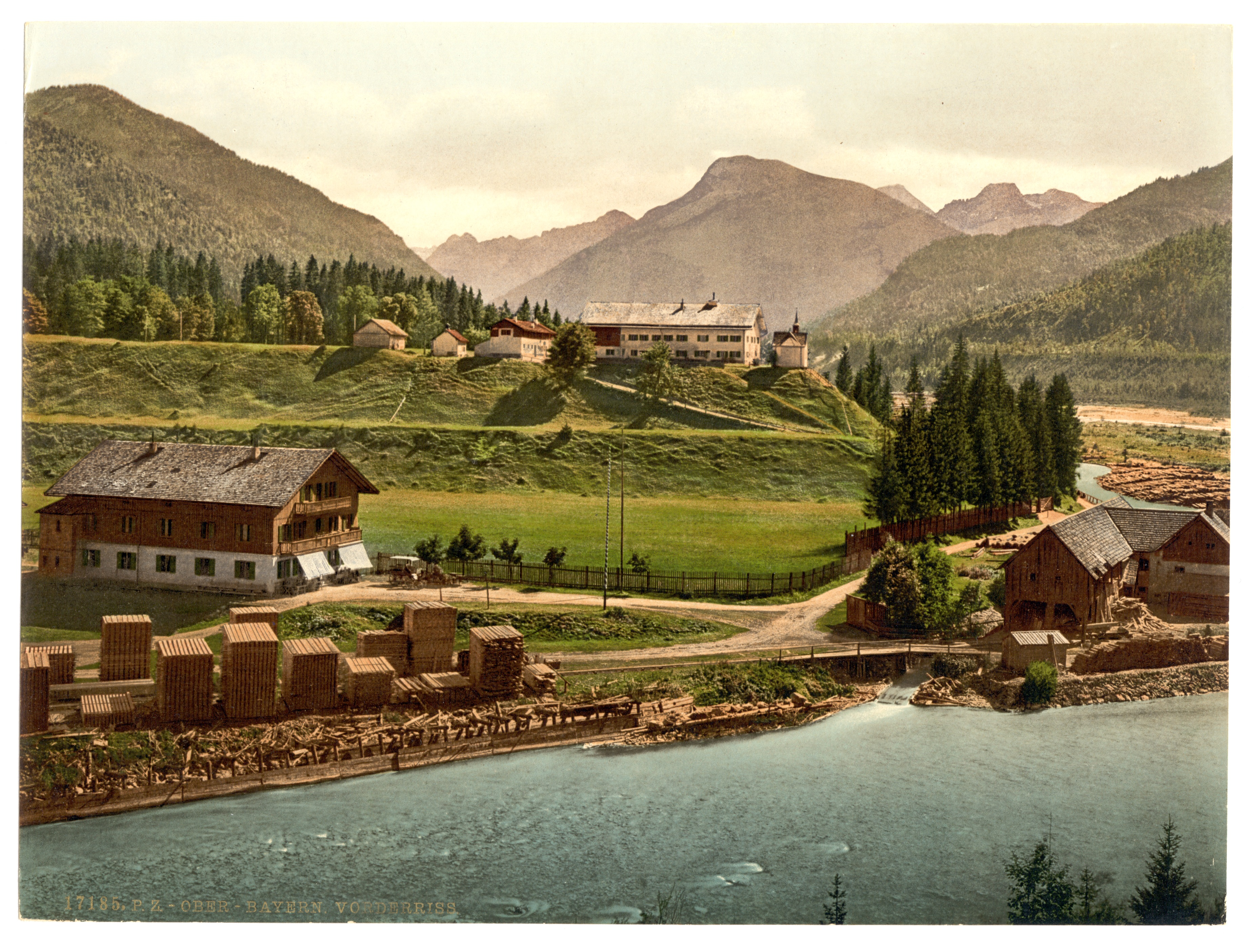
Vorderriß um 1900

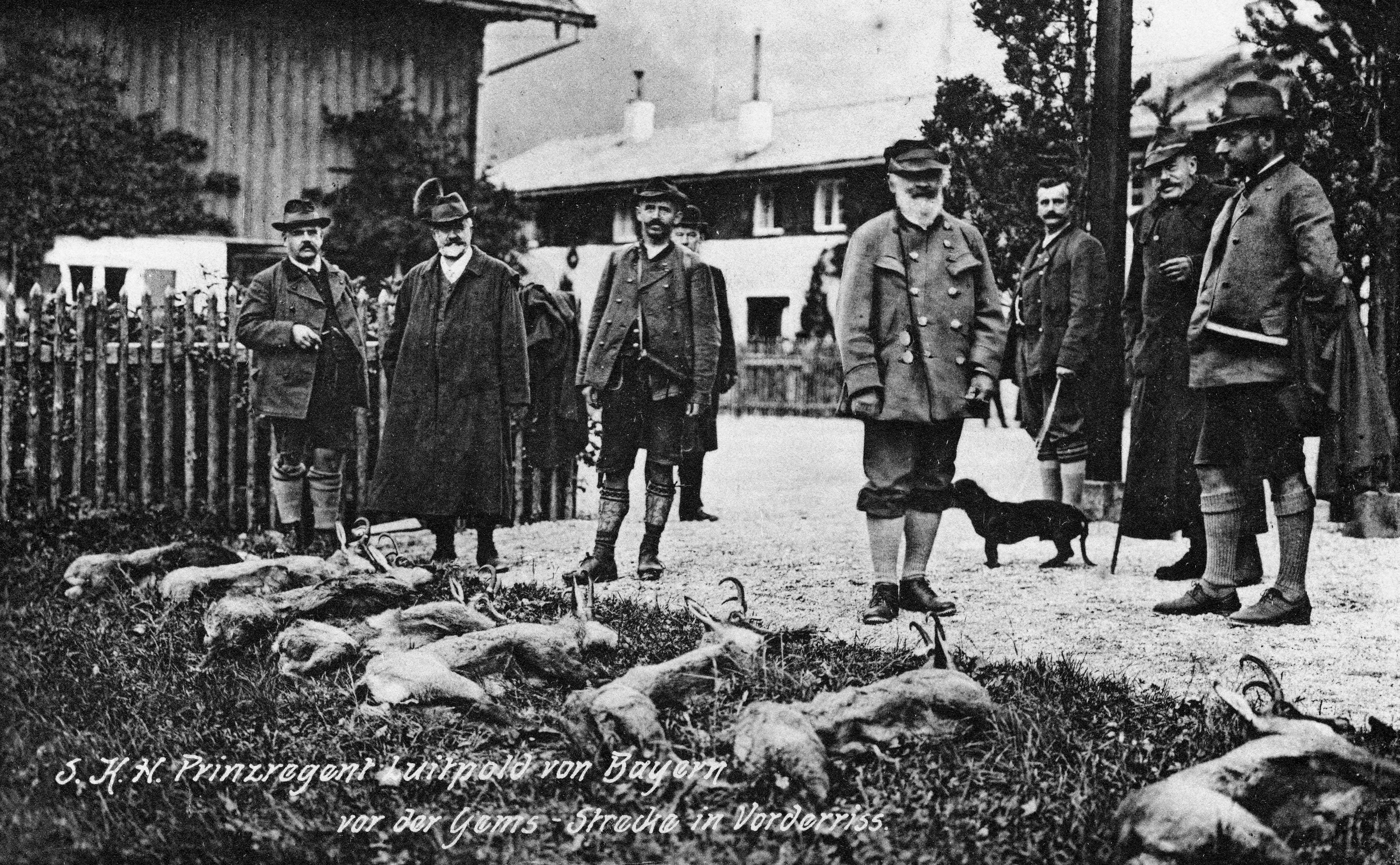
Prinzregent Luitpold vor der Gamsstrecke in Vorderriß

Vorderriß, ursprünglich nur Riß genannt, ist der südlichste Gemeindeteil der Gemeinde Lenggries im oberen Isarwinkel im oberbayerischen Landkreis Bad Tölz-Wolfratshausen in Deutschland, und liegt ebenso wie Fall südlich der Isar. Hinterriß befindet sich in Tirol.

## Geographie
Der Weiler liegt an der Mündung des Rißbachs in die Isar auf 808 m ü. NHN am Fuße des Schürpfeneckberg und besteht aus neun Häusern, darunter einer Gastwirtschaft, einer staatlichen Revierförsterei, einer Försterei des Großherzogs von Luxemburg und einem ehemaligen Zollamt.
Zum Zeitpunkt der Volkszählung am 25. Mai 1987 wurde eine Bevölkerung am Hauptwohnsitz von 30 festgestellt, damals in 10 Gebäuden mit Wohnraum bzw. 14 Wohnungen.
Vier Kilometer südlich befindet sich das Einlaufbauwerk der Rißbachüberleitung. Seit 1949 wird von dort ein Großteil des Rißbaches in den Walchensee abgeleitet, um zusätzliches Wasser für das Walchenseekraftwerk zu liefern. Dort befindet sich auch eine bewirtschaftete Alm (Oswaldhütte, 844 m ü. A.), von der ein Aufstieg zum Schafreuter (2102 m ü. A.) möglich ist.

## Bekannte Personen
- König Ludwig II. von Bayern weilte in der Regel zweimal jährlich in Vorderriß, im Mai und Ende Oktober. Das königliche Jagdhaus steht auf der Anhöhe über dem Zusammenfluss von Rißbach und Isar, neben dem Ludwig-Thoma-Haus. „In der Riß“ unterhielt er sich mit dem Oberförster Max Thoma, fütterte das Rotwild und unternahm Reitausflüge ins Rißtal zum Großen Ahornboden. 1866 ließ er die Kapelle zu Ehren der Hl. Maria erweitern.
- Prinzregent Luitpold von Bayern kam jährlich zur Gamsjagd nach Vorderriß.
- Der bayerische Schriftsteller Ludwig Thoma, Sohn des Oberförsters Max Thoma, verbrachte seine ersten sechs Lebensjahre dort (1867–1873).

## Verkehr
Vorderriß ist der Beginn bzw. der Endpunkt der Mautstraße zwischen Wallgau und Vorderriß, gleichzeitig beginnt dort die Bundesstraße 307 als Teilstück der Deutschen Alpenstraße in Richtung Fall/Lenggries.
Außerdem zweigt die in südlicher Richtung verlaufende Straße in das Rißtal ab. Nach fünf Kilometern erreicht man die bayerisch-tirolerische Grenze. Diese Straße ist die einzige Zufahrt zu den nördlichen Teilen der Gemeinden Vomp im Tiroler Inntal und Eben am Achensee mit der Siedlung Hinterriß und dem Almdorf Eng.
Im Sommer ist das Tal täglich zweimal (Montag bis Freitag) bzw. am Wochenende siebenmal durch einen Linienbus (MVV-Linie 369, bekannt als „Bergbus Eng“) mit Lenggries und Hinterriß/Eng verbunden.

## Trivia
Vorderriß war einer der Hauptdrehorte des Fernsehfilms Dem Himmel ganz nah der Serie Hubert ohne Staller.